# Real Madrid Femenino
Real Madrid Femenino är en spansk damfotbollsklubb från Madrid. Klubben grundades 12 september 2014 som Club Deportivo Tacón och är från och med den 1 juli 2020 Real Madrids officiella damlag.

## Historia
Efter tre säsonger i Segunda División flyttades Tacón upp till Primera División 19 maj 2019.
Sedan klubben togs över av Real Madrid har flera namnkunniga spelare skrivit på kontrakt, bland annat Daiane Limeira, Thaisa Moreno, Aurélie Kaci, Kosovare Asllani och Sofia Jakobsson.
Från och med 1 juli 2020 bytte laget officiellt namn till Real Madrid Feminino.